# Кузен Итт
Кузен Итт (англ. Cousin Itt) — вымышленный персонаж во франшизе «Семейка Аддамс». Родственник Аддамсов, периодически навещающий их. Он выглядит как комок шерсти ростом чуть выше метра с надетыми поверх него шляпой и тёмными очками, издающий странный визг вместо речи. Аддамсы, в отличие от прочих людей, понимают его.

## История
В отличие от других основных персонажей франшизы кузен Итт не был создан карикатуристом Чарльзом Аддамсом в 1930-х годах для серии газетных комиксов «Семейка Аддамс». Он впервые появился в телесериале «Семейка Аддамс» в 1964 году, придуманный продюсером Дэвидом Леви. Кузена Итта в этом шоу сыграл карлик Феликс Силла, ходивший по съёмочной площадке в огромном парике до пола. При этом парик был сделан из синтетических волос, так как настоящие волосы могли загореться от окурков, валявшихся на полу. Имя персонажа переводится как «это».
Итт обрёл большую популярность и поэтому начиная со второго сезона шоу стал его постоянным персонажем. В связи с этим успехом во франшизе начали появляться другие герои, связанные родством с Аддамсами.
В первом сезоне сериала «Уэнздей» в одном из эпизодов появляется портрет Итта как одного из знаменитых выпускников академии Невермор. Существует предположение, что Итт появится во втором сезоне.

## В фильмах и сериалах
Телевидение
- «Семейка Аддамс» (телесериал 1964—1966 годов, выходивший на ABC) — Феликс Силла
- «Семейка Аддамс» (мультсериал 1973 года, выходивший на NBC) — озвучил Джон Стивенсон
- «Хэллоуин с новой семейкой Аддамс» (телефильм 1977 года)
- «Семейка Аддамс» (мультсериал 1992—1993 годов, выходивший на ABC) — озвучил Пэт Фрели
- «Новая семейка Аддамс» (телесериал 1998—1999 годов, выходивший на Fox Family)

Кино
- «Семейка Аддамс» (полнометражный фильм 1991 года) — Джон Фрэнклин[6]
- «Семейные ценности Аддамсов» (полнометражный фильм 1993 года) — Джон Фрэнклин
- «Воссоединение семейки Аддамс» (полнометражный фильм 1998 года)
- «Семейка Аддамс» (полнометражный мультфильм 2019 года)
- «Семейка Аддамс: Горящий тур» (полнометражный мультфильм 2021 года)